# Пам'ятники та пам'ятні дошки Переяслава
Стаття Пам'ятники Переяслава призначена для ознайомлення, в тому числі візуального зі зразками міської скульптури в місті Переяславі Київської області .
У місті, що славиться, перш за все своїми музеями — зокрема, тут розташовані історико-етнографічний заповідник  і скансен-конгломерат різнотематичних музеїв, церквами та іншими історико-культурними пам'ятками, загалом чимало скульптур, пам'ятників, пам'ятних знаків і меморіалів.

## Пам'ятники
| Назва | Дата встановлення | Розташування                                               | Фото | Короткі відомості                                                          |
| Пам'ятний знак на місці розстрілу мешканців Переяслава у вересні 1943 року                                                                    |                   | вулиця Г.Сковороди                                         |      |                                                                            |
| Пам'ятний знак на честь 300-річчя Переяславської ради, обеліск (Демонтовано фрагмент пам’ятного знаку на честь 300-річчя Переяславської ради) | 24 травня 1954    | Площа Переяславської Ради                                  |      | архітектор Кавалерідзе Іван Петрович                                       |
| Пам'ятник Тарасу Шевченку | 1954              | вулиця Тараса Шевченка, 8                                  |      | архітектор О. П. Олійник, скульптор М. К. Вронський                        |
| Пам'ятний знак «героям, які полягли в боротьбі за встановлення і зміцнення радянської влади на Переяславщині»                                 | 1967              | В сквері на розі вулиць Покровської та Михайла Сікорського |      | архітектор А. П. Ніколенко                                                 |
| Скульптура Григорія Сковороди | 1986              | вулиця Г.Сковороди, 52                                     |      | скульптор Володимир Луцак                                                  |
| Скульптура Григорія Сковороди | 1989              | вулиця Г.Сковороди, 52                                     |      | скульптор Петро Романюк                                                    |
| Пам'ятний знак на честь твору Тараса Шевченка «Заповіт»                                                                                       | 1989              | на розі вулиць Тараса Шевченка та Івана Мазепи             |      | Пам'ятник був встановлений у 1989 році. Скульптор В. Шишов                 |
| Пам'ятний знак на честь автора поеми «Слово о полку Ігоревім»                                                                                 | 18 травня 1993    | на розі вулиць Богдана Хмельницького та Покровської        |      | скульптор І. С. Зарічний, художні реставратори І. О. Іванов, С. Л. Чумаков |
| Пам'ятний знак на місці будинку батьків класика єврейської літератури Шолом-Алейхема                                                          | 26 лютого 1994    | вулиця Покровська                                          |      | скульптор М. Ф. Клименко                                                   |
| Пам'ятник Богдану Хмельницькому, бюст | 21 вересня 1995   | вулиця Богдана Хмельницького                               |      | скульптор О. Ковальов, архітектор А. П. Ніколенко                          |
| Пам'ятник Тарасові Федоровичу (Трясилу) | 1995              |                                                            |      | скульптор І. С. Зарічний                                                   |
| Пам'ятний знак письменнику, класику єврейської літератури Шолом-Алейхему                                                                      | 5 березня 1999    | Парк                                                       |      | автор Н. Ф. Клименко                                                       |
| Пам'ятний знак на честь першої літописної згадки назви краю «Україна»                                                                         | 2000              | вулиця Богдана Хмельницького                               |      | скульптор Б. Е. Клімушко, архітектор М. Фещенко                            |
| Меморіальний курган слави | 21 вересня 2000   | вулиця Покровська                                          |      | архітектор М. Фещенко                                                      |
| Пам'ятний знак «Учасникам битви за Дніпро» в мікрорайоні Карань                                                                               | 21 вересня 2003   | вулиця Героїв Дніпра                                       |      | архітектор М. М. Хоменко                                                   |
| Пам'ятний знак до 1100-річчя першої літописної згадки про Переяслав                                                                           | 2007              | вулиця Богдана Хмельницького                               |      | скульптор С. Ю. Куций, архітектор І. Л. Чапенко                            |
| Меморіал жертвам Голодомору 1932—1933 років                                                                                                   | 28 листопада 2009 | вулиця Григорія Сковороди                                  |      |                                                                            |
| Пам'ятний знак на місці останнього бою моряків Пінської військової флотилії                                                                   | 8 травня 2010     | ріг вулиць Героїв Дніпра та Івана Богуна                   |      |                                                                            |
| Пам'ятний хрест на честь Переяславського козацького полку 1625-1782                                                                           | 26 листопада 2017 | Воскресінська церква                                       |      |                                                                            |
| Пам'ятник воїнам-учасникам ООС та АТО | 23 березня 2019   | вулиця Б.Хмельницького                                     |      |                                                                            |

## Пам'ятні дошки
| Назва | Дата встановлення | Розташування | Фото | Короткі відомості |
| Пам'ятна дошка на честь Першого Президента Академії архітектури України, видатного архітектора, академіка Заболотнього Володимира Гнатовича                                     | 19 вересня 2008   | Загальноосвітня школа І-ІІІ степунів № 1                                                                                       |      |                   |
| Пам'ятна дошка на честь української поетеси Лівицької-Холодної Наталії Андріївни                                                                                                | 15 травня 2009    | Загальноосвітня школа І-ІІІ степунів № 2                                                                                       |      |                   |
| Меморіальні дошки на місцях, які малював та відвідував Т.Г.Шевченко | 29 травня 2009    | - Вознесенський собор - Дзвіниця Вознесенського собору - Михайлівська церква - Дзвіниця Михайлівської церкви - Троїцька церква |      |                   |
| Пам'ятна дошка на честь співробітників Переяслав-Хмельницького МРВ ГУ МВС України в Київській області, які брали участь у ліквідації наслідків аварії на ЧАЕС у 1986—1987 роках | 26 квітня 2010    | Переяславський МВ ГУ МВС України в Київській області                                                                           |      |                   |
| Пам'ятна дошка на честь українського письменника Кирія Івана Івановича | 11 червня 2010    | вулиця Гімназійна, 20-а |      |                   |
| Меморіальна дошка на честь першого директора ВО «Київприлад» Володимира Березюка                                                                                                | 15 липня 2010     | вулиця Покровська, 2 |      |                   |
| Пам'ятна дошка на честь Заслуженого вчителя Дагестану, Соровського професора Гехтмана Мойсея Меєровича                                                                          | 1 грудня 2010     | Загальноосвітня школа I-III ступенів № 1                                                                                       |      |                   |
| Пам'ятна дошка на честь 425-ї річниці від надання місту Переяславу магдебурзького права                                                                                         | 7 грудня 2010     | Переяславська міська рада |      |                   |
| Пам'ятна дошка на честь працівників Переяслав-Хмельницького АТП-13242, які брали участь у ліквідації наслідків аварії на Чорнобильській АЕС у 1986-1989 рока                    | 26 квітня 2011    | АТП-13242 |      |                   |
| Пам'ятна дошка на честь співробітників Переяслав-Хмельницького відділу МНС України, які брали участь у ліквідації наслідків аварії на Чорнобильській АЕС у 1986 році            | 17 вересня 2011   | Переяславський відділ МНС України                                                                                              |      |                   |
| Пам'ятна дошка на честь будинку, в якому з 1901 по 1926 роки знаходилася Центральна синагога Переяслава                                                                         | 21 листопада 2011 | Фабрика художніх виробів імені Б.Хмельницького                                                                                 |      |                   |
| Меморіальна дошка в шану воїна-інтернаціоналіста Анатолія Лесика | 23 лютого 2012    | Загальноосвітня школа I-III ступенів № 4                                                                                       |      |                   |
| Меморіальна дошка на честь педагога, Заслуженого працівника професійно-технічної освіти України, Відмінника освіти, Почесного громадянина міста Миколи Саустенка                | 22 травня 2012    | ДПТНЗ «Переяславський ЦПТО» |      |                   |
| Пам'ятна дошка на честь видатного українського поета, дисидента та вчителя Івана Коваленка                                                                                      | 13 січня 2014     | Загальноосвітня школа І-ІІІ степунів № 1                                                                                       |      |                   |
| Пам'ятна дошка на честь письменника Володимира Коломійця | 24 серпня 2022    | Загальноосвітня школа І-ІІІ степунів № 1                                                                                       |      |                   |

## Колишні пам'ятники
| Назва                                                                             | Дата встановлення | Дата знесення  | Розташування                | Фото | Короткі відомості                                                                                 |
| Пам'ятник В. І. Леніну                                                            | 6 листопада 1981  | 21 лютого 2014 | Борисоглібська площа        |      | скульптор М. П. Короткевич, архітектор М. Фещенко                                                 |
| Монумент «на честь 300-річчя возз'єднання України з Росією» (Переяславської Ради) | 8 жовтня 1961     | 7 липня 2022   | площа Богдана Хмельницького |      | Скульптори В. П. Вінайкін, В. Гречаник, П. Ф. Кальницький, В. Клоков, архітектор В. Г. Гнєздилов. |
| Пам'ятник на честь 325-річчя Переяславської ради (Пам'ятний знак “Навіки разом”)  | 1979              | 7 червня 2025  | площа Княжий двір           |      | скульптори Б.Є.Климушко, Є. Ю. Горбань, Ю. М. Гирич, архітектор М. М. Фещенко                     |